# Bojarskan Vera Sheloga

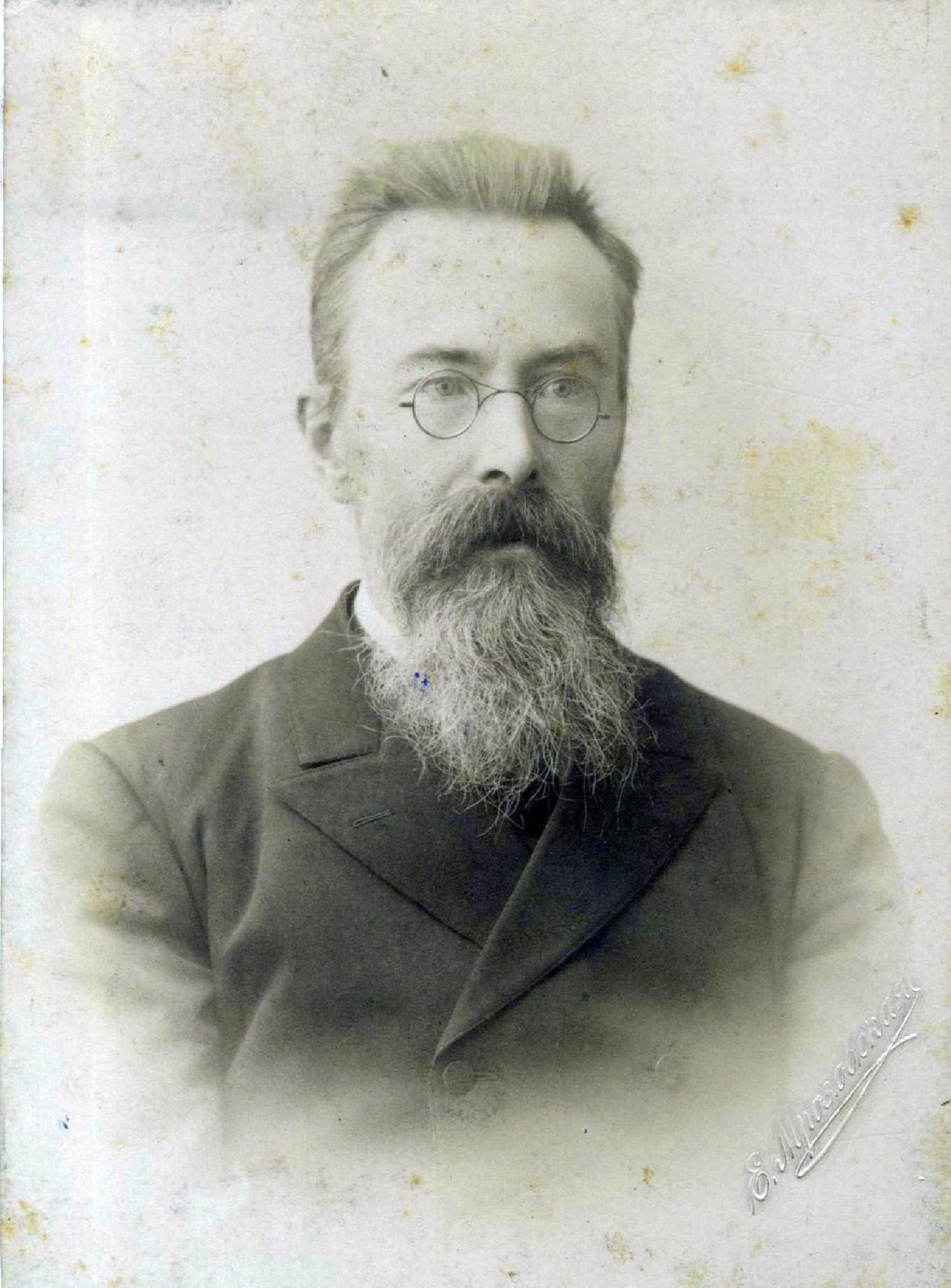
Nikolaj Rimskij-Korsakov

Bojarskan Vera Sheloga (Ryska: Боярыня Вера Шелога, Boyarïnya Vera Sheloga) är en opera i en akt med musik och text av Nikolaj Rimskij-Korsakov. Librettot bygger på första akten av Lev Mejs libretto till operan Flickan från Pskov, tonsatt av Rimskij-Korsakov 1868-72..

## Historia
I den andra revideringen av Flickan från Pskov 1876 utgjorde berättelsen om Vera Sheloga prologen, medan Rimskij-Korsakov i den tredje revideringen helt tog bort berättelsen. Han skrev om texten och omarbetade hela historien till en enaktsopera. Allt nytt material som han tillfogade skrevs i den nya sångstil som utmärktes av en mer fri ariosostil. Särskilt Nadesjdas recitativ strävar mot ett mellanting mellan melodisk stilisering och imitation av verkligt talspråk. Operan hade premiär den 27 december 1898 på den fria teatern Solodovnikov i Moskva.

## Personer
- Bojar Ivan Semjonovitj Sheloga (bas)
- Vera Dmitrijevna, hans hustru (sopran)
- Nadesjda Nasonova, Veras syster (mezzosopran)
- Furst Jurij Ivanovitj Tokmakov (baryton eller bas)
- Vlasjevna, Nadesjdas amma (kontraalt)

## Handling
Vera Sheloga bekänner för sin syster Nadesjda att hennes dotter Olga är resultatet av en affär som Vera hade med tsar Ivan IV (Ivan den förskräcklige) medan hennes make var och stred för tsarens armé. Hon fruktar makens hemkomst. Nadesjda räddar situationen genom att låtsas att Olga är hennes eget barn.